# Кімобецу

42°47′44″ пн. ш. 140°56′5″ сх. д. / 42.79556° пн. ш. 140.93472° сх. д.
Кімобе́цу (яп. 喜茂別町, きもべつちょう, МФА: [kimobet͡su̥ t͡ɕoː]) — містечко в Японії, в повіті Іванай округу Сірібесі префектури Хоккайдо. Станом на 1 жовтня 2008 року площа містечка становила 189,51 км². Станом на 31 березня 2017 населення містечка становило 2247 осіб.